# Hereditary Original Motion Picture Soundtrack

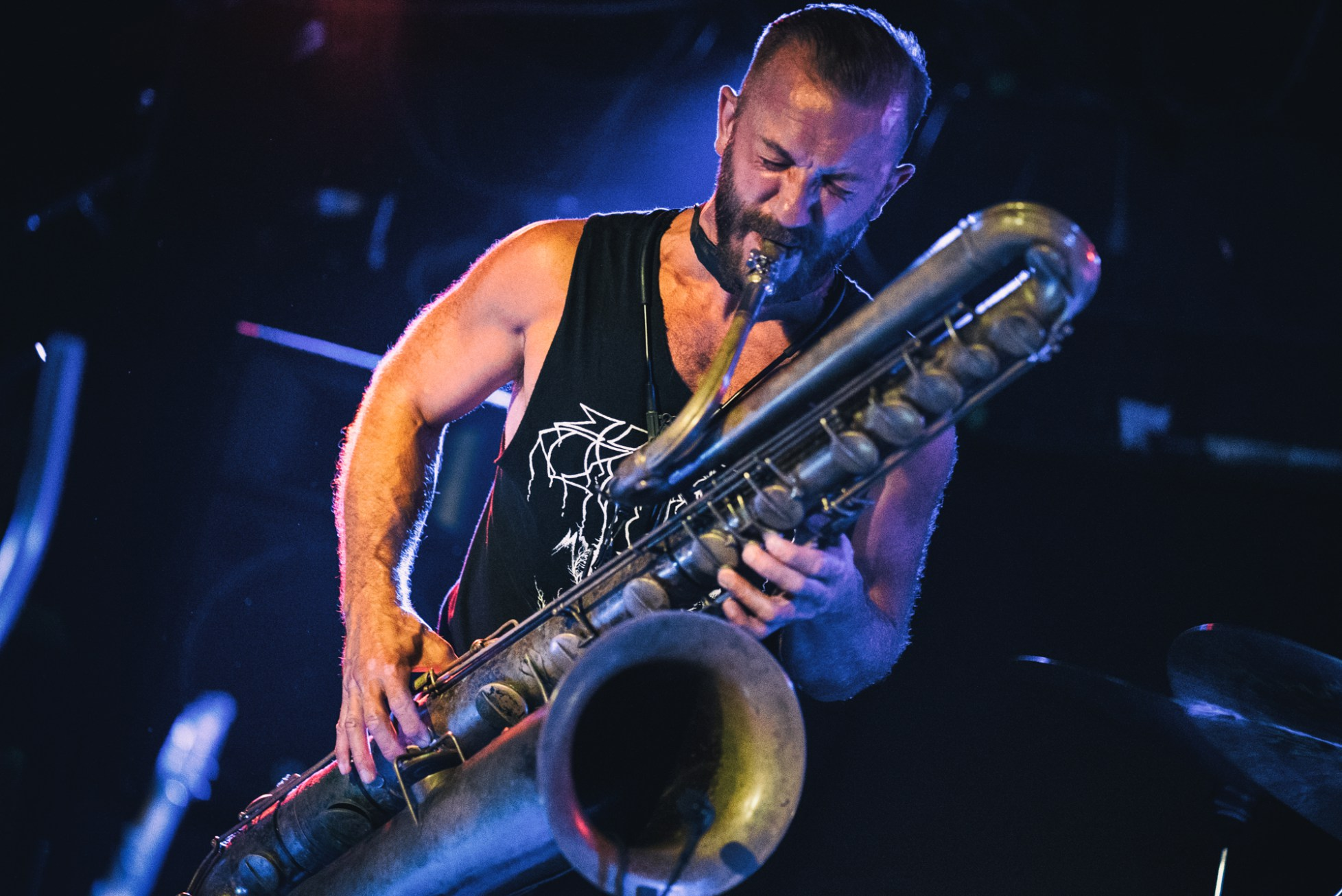
Die Musik für den Film Hereditary – Das Vermächtnis wurde von dem Jazzmusiker Colin Stetson komponiert

Die Musik für den Film Hereditary – Das Vermächtnis von Ari Aster (Originaltitel Hereditary, engl. für „erblich“)  wurde von Colin Stetson komponiert. Das Mystery-Horror-Drama kam im Juni 2018 in die Kinos.

## Entstehung
Die Musik für den Film Hereditary – Das Vermächtnis wurde von Colin Stetson komponiert. Er begann seine Arbeit Ende 2016, Anfang 2017.
Über den Einsatz der Instrumente sagte Stetson, wenn man in der Filmmusik etwas hört, was wie Geigen klingt, handele es sich definitiv nicht um Geigen, und was wie ein Synthesizer klinge, seien in Wirklichkeit leise Holzbläser. Weiter sagte Stetson über seine Arbeit, besonders bei Horrorfilmen sei es hilfreich, wenn Umgebungsgeräusche beginnen, sich allmählich in Melodien und schließlich sogar in richtige Musik zu verwandeln. Dies habe er sich zu seinem Vorteil gemacht.

## Veröffentlichung
Der Soundtrack, der 23 Musikstücke umfasst, wurde am 8. Juni 2018 von Milan Records als CD und Download veröffentlicht. Vorab hatte Stetson die auf dem Soundtrack enthaltenen Stücke Funeral, Charlie, Dreaming und Mothers & Daughters veröffentlicht. Hail, Paemon!, das letzte Musikstück auf dem Soundtrack, bezieht sich auf den Dämonenkönig Paimon, der im Film Besitz von Peters Körper erfgriffen hat. Das 22. Musikstück Reborn ist in weiten Teilen an das Vorspiel des Rheingoldes von Richard Wagner angelehnt bzw. dadurch inspiriert.

## Titelliste
1. Funeral
2. Mothers & Daughters
3. Brother & Sister
4. Charlie
5. Party, Crash
6. Mourning
7. Aftermath
8. Séance / Sleepwalking
9. Second Séance Pt. 1
10. Second Séance Pt. 2
11. Second Séance Pt. 3
12. Classroom
13. Dreaming
14. Book Burning
15. Joanie
16. Get Out
17. Leigh’s Things
18. Steve
19. Peter
20. Chasing Peter
21. The Attic
22. Reborn
23. Hail, Paemon!

## Rezeption
Der Filmexperte Marcus Stiglegger erklärte gegenüber Deutschlandfunk Kultur: „In der Komposition von Stetson ist es so, dass er wirklich ins Atonale geht, dass er Geräusche zu Leitmotiven macht, dass er Elemente der Industrial Culture, die man aus dem Anfang der 80er kennt, in die Filmmusik integriert auf eine Weise, wie wir das bisher so noch nicht gehört haben, also zumindest noch nicht in einem Hollywood-produzierten Film, der so groß vermarktet wird.“ Dies finde er sehr ungewöhnlich, so Stiglegger.